# Holliday Grainger

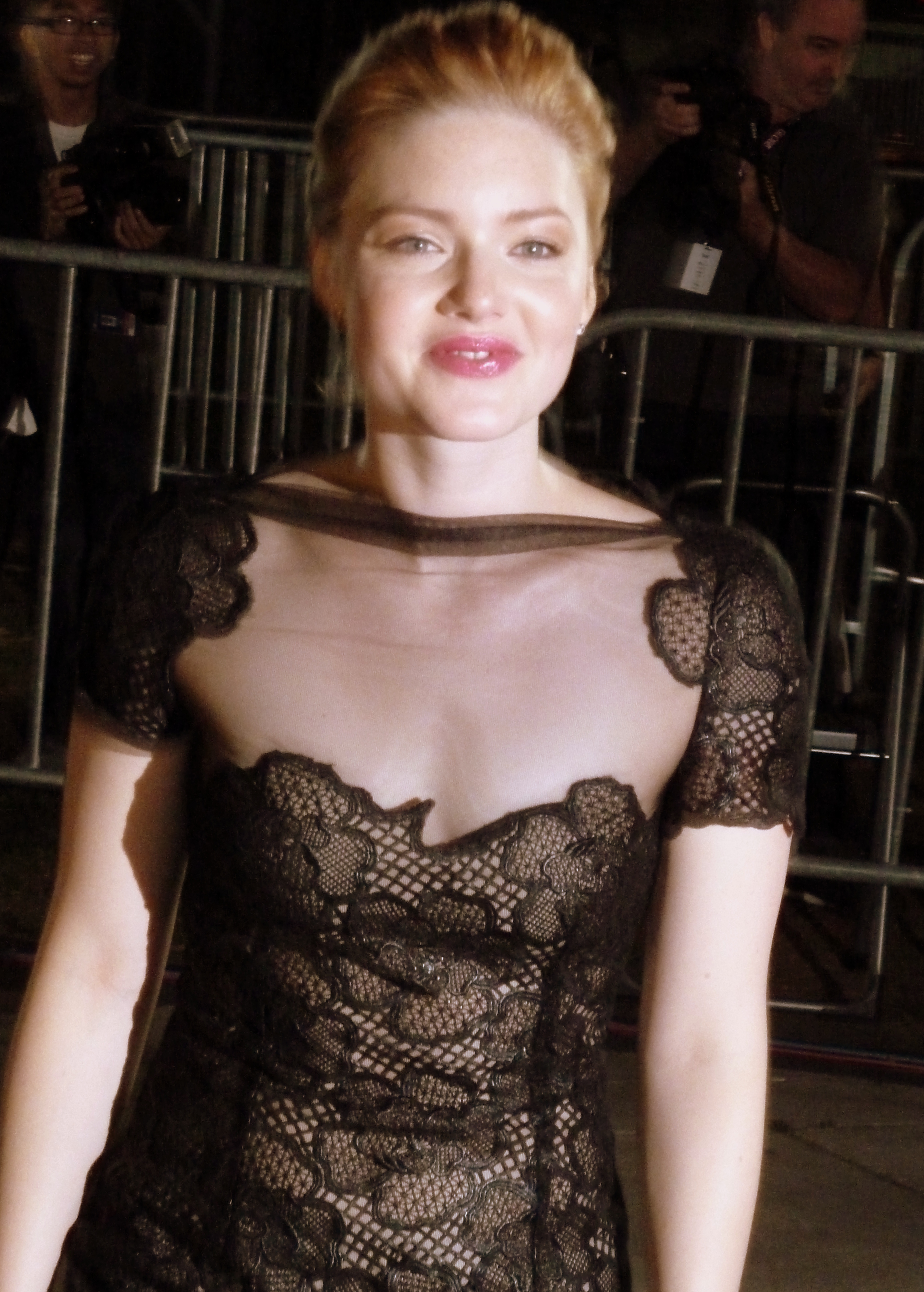
Holliday Grainger na premierze of Wielkich nadziei podczas TIFF w 2012

Holliday Clark Grainger (ur. 27 marca 1988 w Manchesterze) – brytyjska aktorka telewizyjna i filmowa.

## Życiorys
Pierwszy raz w serialu telewizyjnym wystąpiła w 1994, gdy w wieku sześciu lat zagrała w czterech odcinkach produkcji All Quiet on the Preston Front. Zaczęła okazjonalnie grać role dziecięce w pojedynczych odcinkach brytyjskich seriali, większą rolę otrzymała w 2003, gdy pojawiła się w kilkunastu odcinkach Where the Heart Is. W 2006 ukończyła szkołę średnią, podjęła studia z zakresu anglistyki na University of Leeds, przeniosła się jednak wkrótce na The Open University.
W 2009 zaczęła grać drobne role w filmach kinowych. W 2011 pojawiła się w głównej obsadzie filmu Jane Eyre, występując u boku m.in. Judi Dench. W tym samym roku wcieliła się w postać Lukrecji Borgii w Rodzinie Borgiów, w którym to serialu zagrali również Jeremy Irons i François Arnaud. Została także zaangażowana do udziału w filmach Bel Ami (z Robertem Pattinsonem i Umą Thurman) oraz Wielkie nadzieje i Kopciuszek (z Heleną Bonham Carter). W 2016 wystąpiła u boku Chrisa Pine’a w Czasie próby, grając narzeczoną głównego bohatera.

## Filmografia

### Filmy
- 2009: Awaydays
- 2009: The Scouting Book for Boys
- 2011: Jane Eyre
- 2012: Bel Ami
- 2012: Wielkie nadzieje
- 2014: Klub dla wybrańców
- 2015: Kopciuszek
- 2016: Czas próby
- 2017: Tulipanowa gorączka
- 2017: Moja kuzynka Rachela
- 2018: Wyznaj to szeptem
- 2019: Zwierzęta

### Seriale telewizyjne
- 2000: Na sygnale
- 2003: The Royal
- 2003: New Street Law
- 2003: Where the Heart Is
- 2005: No Angels
- 2007: Waterloo Road
- 2008: Budząc zmarłych
- 2008: Przygody Merlina
- 2008: S.A.W. Szkolna Agencja Wywiadowcza
- 2009: Above Suspicion
- 2009: Demons
- 2009: Robin Hood
- 2010: Any Human Heart
- 2011: Rodzina Borgiów (główna rola)
- 2013: Bonnie i Clyde (główna rola)
- 2017: Cormoran Strike (główna rola)
- 2018: Patrick Melrose
- 2019: Obserwowani (główna rola)